# Diana Schmiemann
Diana Schmiemann (* 2. Februar 1972 in Wickede (Ruhr)) ist eine ehemalige deutsche rhythmische Sportgymnastin. Sie ist fünfmalige Deutsche Meisterin und nahm 1988 an den Olympischen Spielen teil.

## Sportliche Karriere
Schmiemann trainierte am Olympiastützpunkt Westfalen in Bochum. In den Folgejahren wurde sie fünffache Deutsche Meisterin. 1988 startete sie, zusammen mit Marion Rothhaar, bei den Olympischen Spielen in Seoul und belegte im Einzel den 8. Platz in der Gesamtwertung. Ihre Trainerin war die damalige Bundestrainerin Livia Medilanski. Schmiemann nahm in den folgenden Jahren an verschiedenen Europa- und Weltmeisterschaften teil.